# Chemical Communications
Chemical Communications è una rivista accademica di chimica. Contiene brevi descrizioni di nuovi lavori nell'ambito delle scienze chimiche che richiedono una rapida pubblicazione.
Nel 2014 il suo impact factor era di 6,834.